# كريستوفر بيج
كريستوفر بيج (بالإنجليزية: Christopher Page)‏ هو عالم موسيقى بريطاني، ولد في 8 أبريل 1952 في لندن في المملكة المتحدة.

## وصلات خارجية
- كريستوفر بيج على موقع ميوزك برينز (الإنجليزية)
- كريستوفر بيج على موقع أول ميوزيك (الإنجليزية)
- كريستوفر بيج على موقع ديسكوغز (الإنجليزية)